# مايكل غرابوسكي
مايكل غرابوسكي (بالبولندية: Michał Grabowski)‏ هو عسكري بولندي، ولد في 1773، وتوفي في 17 أغسطس 1812 في سمولينسك في روسيا بسبب قتل في المعركة.